# フォー・クリスマス
『フォー・クリスマス』（Four Christmases）は、2008年のアメリカ映画。クリスマスを舞台としたコメディ。北米では2週連続1位、1億ドルを超えるヒットとなった。
日本では劇場公開されず、2009年11月にビデオ・DVDが発売。

## あらすじ
場所はサンフランシスコ。オーランドとケイトのカップルは、家族に嘘をついて、クリスマスを海外で過ごそうとしたが、濃霧により飛行機が飛ばなかった。そのため、それぞれ離婚して４軒になっている、父親・母親たちの家を訪問する羽目になる。

## キャスト
| 役名                                         | 俳優                           | 日本語吹替 |
| -------------------------------------------- | ------------------------------ | ---------- |
| ブラッド・マクヴィー（本名はオーランド）     | ヴィンス・ヴォーン             | 白熊寛嗣   |
| ケイト・キンイケイド                         | リース・ウィザースプーン       | 宮島依里   |
| ハワード・マクヴィー（ブラッドの父）         | ロバート・デュヴァル           | 池田勝     |
| デンヴァー・マクヴィー（ブラッドの兄弟）     | ジョン・ファヴロー             |            |
| マリリン（ケイトの母）                       | メアリー・スティーンバージェン | 麻上洋子   |
| パスター・フィル（マリリンの交際相手の牧師） | ドワイト・ヨーカム             |            |
| ダラス・マクヴィー（ブラッドの兄弟）         | ティム・マッグロウ             |            |
| コートニー（ケイトの姉妹）                   | クリスティン・チェノウェス     | 平澤由美   |
| クライトン（ケイトの父）                     | ジョン・ヴォイト               | 小林修     |
| ポーラ（ブラッドの母）                       | シシー・スペイセク             | 滝沢ロコ   |